# Afterparty (serie televisiva)
Afterparty (The Afterparty) è una serie televisiva creata da Christopher Miller per il network Apple TV+, sul quale va in onda a partire dal 2022.

## Trama
Dopo che un omicidio viene scoperto durante una riunione del liceo, i partecipanti cercano di ricostruire cosa è successo, nonostante tutti ricordino la fatidica notte in modo diverso e l'assassino sia rimasto in libertà.

## Episodi
| Stagione         | Episodi | Prima TV USA | Prima TV Italia |
| ---------------- | ------- | ------------ | --------------- |
| Prima stagione   | 8       | 2022         | 2022            |
| Seconda stagione | 10      | 2023         | 2023            |

## Personaggi e interpreti

### Personaggi principali
- Detective Danner, interpretata da Tiffany Haddish, doppiata da Alessia Amendola.[3]
- Aniq, interpretato da Sam Richardson, doppiato da Emiliano Reggente.
- Zoe, interpretata da Zoë Chao, doppiata da Lavinia Paladino.

#### Stagione 1
- Brett, interpretato da Ike Barinholtz, doppiato da Stefano Crescentini.
- Yasper, interpretato da Ben Schwartz, doppiato da Daniele Giuliani.
- Chelsea, interpretata da Ilana Glazer, doppiata da Chiara Oliviero.
- Walt, interpretato da Jamie Demetriou, doppiato da Gabriele Lopez.
- Xavier, interpretato da Dave Franco, doppiato da Federico Viola.

#### Stagione 2
- Isabel, interpretata da Elizabeth Perkins, doppiata da Roberta Greganti.
- Edgar, interpretato da Zach Woods, doppiato da Emanuele Ruzza.
- Travis, interpretato da Paul Walter Hauser, doppiato da Fabrizio Vidale.
- Grace, interpretata da Poppy Liu, doppiata da Luisa D'Aprile.
- Hannah, interpretata da Anna Konkle, doppiata da Chiara Gioncardi.
- Sebastian, interpretato da Jack Whitehall, doppiato da Alessandro Capra.
- Vivian, interpretato da Vivian Wu, doppiata da Valentina De Marchi.
- Feng, interpretato da Ken Jeong, doppiato da Oreste Baldini.
- Ulysses, interpretato da John Cho, doppiato da Gianfranco Miranda.

### Personaggi ricorrenti
- Det. Culp, interpretato da John Early.

#### Stagione 1
- Jennifer #1, interpretata da Tiya Sircar.
- Jennifer #2, interpretata da Ayden Mayeri.
- Indigo, interpretata da Genevieve Angelson.
- Ned, interpretato da Kelvin Yu.
- Maggie, interpretata da Everly Carganilla.

#### Stagione 2
- Judson, interpretato da Will Greenberg.
- Jaxson, interpretato da John Gemberling.

### Special guest star
- Channing Tatum, interpreta se stesso.
- Will Forte, interpreta se stesso.

## Produzione
Afterparty era stata inizialmente concepita dal creatore Christopher Miller come un lungometraggio. Successivamente, a causa di impegni con altre produzioni, il film non venne mai girato. Il 24 giugno 2020, la Apple TV+ ha ordinato la sceneggiatura di Miller, rendendola una serie televisiva di 8 episodi, dandone il via alla produzione. Il 2 marzo 2022 la serie è stata rinnovata per una seconda stagione.

## Distribuzione
La prima stagione è stata resa disponibile il 28 gennaio 2022 su Apple TV+. La pubblicazione della seconda stagione, inizialmente prevista per il 28 aprile 2023, è stata posticipata al 12 luglio 2023.